# Бабиев, Файзи
Файзи Бабиев (тадж. Файзӣ Бобиев; 1905 год, кишлак Сарыбулак, Кулябское бекство, Бухарский эмират — 20 декабря 1978 год) — звеньевой колхоза «Рохи Сталин» Гиссарского района Сталинабадской области, Таджикская ССР. Герой Социалистического Труда (1948).

## Биография
Родился в 1905 году в семье дехканина в кишлаке Сарыбулак Кулябского бекства. Во второй половине 1920-х годов боролся с басмачеством. В начале 1930-х годов принимал активное участие в колхозном движении. С 1933 года трудился рядовым колхозником в колхозе «Рохи Сталин» («Сталинский путь», позднее — имени XXII партсъезда) Гиссарского района. С 1941 года участвовал в Великой Отечественной войне. После демобилизации возвратился в родной колхоз, где был назначен звеньевым хлопководческого звена.
В 1947 году звено Файзи Бабиева собрало в среднем по 85,1 центнера хлопка-сырца с каждого гектара на участке площадью 3 гектара. Указом Президиума Верховного Совета СССР от 17 января 1957 года «за получение высокого урожая хлопка при выполнении колхозом обязательных поставок и натуроплаты за работу МТС в 1947 году и обеспеченности семенами зерновых культур для весеннего сева 1948 года» удостоен звания Героя Социалистического Труда с вручением Ордена Ленина и золотой медали Серп и Молот.
Этим же указом званием Героя Социалистического Труда были награждены труженики колхоза «Рохи Сталин» бригадир Закирло Холов и звеньевой Буры Азизов.
В последующие годы возглавлял бригаду хлопководов. Трудился в колхозе до выхода на пенсию в 1971 году. Проживал в Гиссарском районе.
Награды
- Герой Социалистического Труда
- Орден Ленина
- Почётная Грамота Президиума Верховного Совета Таджикской ССР.